# Guilherme Moreira
Guilherme Rodrigues Moreira, né le 11 avril 1987 à Alegre, Espírito Santo, est un footballeur professionnel brésilien évoluant au poste de milieu de terrain.

## Biographie
Formé au club brésilien de Coritiba, il rejoint l'Europe et le championnat hongrois en 2008.
Il y remporte notamment la coupe de Hongrie 2009.
En mai 2011, le Clermont Foot Auvergne annonce l'avoir recruté pour la saison 2011-2012.
Il emboite ainsi le pas à de nombreux joueurs du Budapest Honvéd qui ont décidé de rallier la D2 française comme Abraham Guié Guié et Diego Rigonato Rodrigues au Tours Football Club ou Cheikh Abass Dieng au Nîmes Olympique.

## Palmarès
- Coupe de Hongrie :
  - Vainqueur : 2009
- Supercoupe de Hongrie :
  - Finaliste : 2009